# Gavin Pretor-Pinney
Gavin Pretor-Pinney est un auteur britannique surtout connu pour son livre The Wavewatcher's Companion. Il est le  cofondateur de la Société d'appréciation des nuages (Cloud Appreciation Society) en 2004 et du magazine The Idler. Il est né et a grandi à West London puis à Somerton, dans le Somerset. Il a étudié à la Westminster School, à l'université d'Oxford et au Central Saint Martins College of Art and Design.

## Appréciation des nuages
La Cloud Appreciation Society a pour mission la diffusion des connaissances et de l'observation des nuages. Elle a plus de 42 000 membres dans 115 pays en 2017. Son fondateur, Pretor-Pinney, et cette société sont à l'origine de l'inclusion d'une nouvelle caractéristique des nuages, asperitas, dans l'Atlas international des nuages en mars 2017.

## Prix et distinctions
- Le prix Winton pour la vulgarisation scientifique de la Royal Society pour le livre The Wavewatcher's Companion[4].